# Гальваническая пара
Гальваническая пара (англ. galvanic couple, voltaic couple), гальванопара — пара проводников, изготовленных из разных материалов (обычно, из разных металлов) и соединённых друг с другом с целью обеспечения электрического контакта. Названа в честь Луиджи Гальвани (Galvani).
Гальвани случайно наткнулся на явление, получившее название «опыт Гальвани», и не смог правильно его объяснить, поскольку исходил из ложной гипотезы о существовании некоего «животного» электричества. Результаты исследований он изложил в «Трактате о силах электричества при мышечном движении».
Гальваническую пару также исследовал Жан-Жак Зульцер (по другим источникам — немецкий философ Иоган Георг Зульцер), который писал:

Если два куска металла, один оловянный, другой серебряный, соединить таким образом, чтобы оба края их были на одной плоскости, и если приложить их к языку, то в последнем будет ощущаться некоторый вкус, довольно похожий на вкус железного купороса, в то же время каждый кусок металла в отдельности не даёт и следа этого вкуса <…>

Опыты Зульцера повторил и расширил Алессандро Вольта.
Гальваническая пара, погруженная в кислотный (или щелочной) раствор, будет корродировать (разрушаться под действием коррозии). Этот процесс называется гальванической коррозией. Как правило, соединения разных металлов всегда подвержены коррозии (если не электролитической, так атмосферной). Но некоторые пары металлов корродируют намного сильнее. Ниже приведён список металлов, которые не рекомендуется применять в паре.
Недопустимые гальванические пары:
- пара:
  1. алюминий и все сплавы на его основе;
  2. медь и её сплавы, серебро, золото, платина, палладий, родий, олово, никель, хром, нелегированная сталь;
- пара:
  1. магниево-алюминиевые сплавы;
  2. сталь легированная и нелегированная, хром, никель, медь, свинец, олово, золото, серебро, платина, палладий, родий;
- пара:
  1. цинк и его сплавы;
  2. медь и её сплавы, серебро, золото, платина, палладий, родий;
- пара:
  1. сталь нелегированная, олово, свинец, кадмий;
  2. медь, серебро, золото, платина, палладий, родий;
- пара:
  1. никель, хром;
  2. серебро, золото, платина, палладий, родий;
- пара:
  1. титан и его сплавы;
  2. алюминий и его сплавы.

Необходимо избегать механического соединения деталей, изготовленных из металлов с заметно разными электрохимическими потенциалами. Например, недопустимо соединять латунные детали алюминиевой заклёпкой. Для выбора материалов в этих случаях можно руководствоваться таблицей электрохимических потенциалов (или так называемым электрохимическим рядом).